# Andis Kāposts
Andis Kāposts (ur. 26 lipca 1960 w Smiltene) – łotewski polityk i rolnik, poseł na Sejm VIII i IX kadencji, w 2004 eurodeputowany V kadencji.

## Życiorys
W 1990 został absolwentem Łotewskiej Akademii Rolniczej w Jełgawie. W 2010 uzyskał magisterium z administracji publicznej na Uniwersytecie Dyneburskim. Zajął się prowadzeniem własnego gospodarstwa rolnego w okolicy miasta Kieś.
Zaangażował się w działalność polityczną w ramach Łotewskiego Związku Rolników, od 2007 wchodził w skład jego władz krajowych. W latach 2002–2010 wykonywał mandat posła na Sejm VIII i IX kadencji z listy Związku Zielonych i Rolników, w drugiej kadencji zastępując Indulisa Emsisa. Od kwietnia 2003 do kwietnia 2004 był obserwatorem, a następnie do lipca 2004 członkiem Parlamentu Europejskiego. Przystąpił do frakcji Zieloni – Wolny Sojusz Europejski, należał do Komisji Rolnictwa i Rozwoju Obszarów Wiejskich. W 2014 wystąpił z ugrupowania po pojawieniu się wobec niego zarzutów o korupcję.